# Шакиров, Ренат Мунирович
Ренат Мунирович Шакиров (род. 4 марта 1990, Москва) — российский игрок в мини-футбол, защитник клуба «Норильский никель» и сборной России.

## Биография
Воспитанник мини-футбольного клуба ЦСКА. За первую команду дебютировал в ноябре 2008 года. В первом своём сезоне забил шесть голов. Полученная в начале следующего сезона травма и длительное восстановление привели к тому, что Шакиров перестал попадать в состав, и осенью 2010 года он был отдан в аренду подмосковным «Мытищам». По окончании сезона вернулся в ЦСКА.
Весной 2011 года Шакиров был вызван на сборы молодёжной сборной России. А в октябре того же года вошёл в состав первой сборной России на Гран-при. Дебютировал за национальную команду 16 октября 2011 года в матче против сборной Замбии, в котором забил три гола.

## Достижения
- Чемпион России: 2015/16
- Серебряный призёр чемпионата России: 2019/20
- Обладатель Кубка России: 2018/19